# Långevattnet, Bohuslän
Långevattnet är en sjö i Lilla Edets kommun i Bohuslän och ingår i Bäveåns huvudavrinningsområde.